# A királyi ház titkai epizódjainak listája
Ez a lista a dél-koreai A királyi ház titkai című sorozat epizódjairól ad információt és rövid leírást.

## Epizódok
| # | Magyar cím                           | Eredeti vetítés      | Magyar vetítés    |
| --- | ------------------------------------ | -------------------- | ----------------- |
| 1 | „Ármány és összeesküvés”             | 2010. március 22.    | 2011. február 28. |
| Dongi egy boncsegéd leánya, aki egy holttestet talál. Később kiderül, hogy nem ez az egyedüli holttest. A csendőrfőnök Dongi apját kéri meg, hogy segítsen a pontosabb nyomozás érdekében. A nyomok szerint a Penge Szövetségnek köze lehet a dologhoz, amely biztonságot nyújt a szökött szolgálóknak. Nemeseket tartóztatnak le. Közben rájönnek, hogy Dongi apja tévedett. Összeesküvők a férfit felkeresik, és elrabolják leányát. A Penge Szövetség tagjai gyülekeznek… |                                      |                      |                   |
| 2 | „A selyemruha”                       | 2010. március 23.    | 2011. március 1.  |
| Csve Hjovont felbérelt gyilkosok támadják meg, de Csonszu megmenti. Dongit egy házhoz viszi el, ahol beteljesül álma, „köszöntő lány” lesz. Hjovon és leánya ellen elfogató parancsot adnak ki. Dongi apja nem engedi, hogy köszöntő lány legyen, s a lány ezt nem érti. Ezért kitalálja, hogy elmegy a miniszterhelyettes házához, aki egyébként az apja életére tör. Szo Jonggi újra akarja indíttatni a nyomozást, ehhez pedig egy befolyásos emberre van szüksége, a főállamtanácsosra, aki az apja, de őt meggyilkolják, miközben a királyhoz tart. A Penge Szövetség tagjait elfogják… |                                      |                      |                   |
| 3 | „A titokzatos hölgy”                 | 2010. március 29.    | 2011. március 2.  |
| A csendőrfőnök ellen nyomozás indul, mert megpróbálja megvédeni a Penge Szövetséget és Dongi apját. Eközben a csendőrfőnök megtud a boncsegédről pár dolgot. A szövetség megmaradt tagjai, Hjovon parancsának ellenére ki akarják szabadítani a szövetség tagjait. Nem sikerül, mindenkit megölnek. Dongi megtalálja és visszaadja egy hölgynek a kulcsdíszét, akitől olyan kézmozdulatokat lát, amelyek ugyanazok, mint a haldokló csendőrfőnök kézmozdulatai. Egy látnok szerint a titokzatos hölgy és Dongi sorsa majdan összekapcsolódik… |                                      |                      |                   |
| 4 | „A hajtóvadászat”                    | 2010. március 30.    | 2011. március 3.  |
| A Penge Szövetség életben maradt tagjai, sőt családjaik ellen is hajtóvadászatot indítanak a miniszterhelyettes felhatalmazásával. A Büntető Törvényszék üldözi a tagokat. Dongi, miközben kóborol, találkozik Gedórával, aki elmondja, hogy az ő apját is megölték. Egy társaság elviszi Szolhihez, Dongjó szerelméhez, aki magához veszi a lányt. Gedóra hamis papírok segítségével kijut a városból, de Dongi marad, és Szolhi segítségével bekerül a Zeneakadémiára, szolgaként. A katonák újabb holttestre találnak rá, egy lánygyermekre, aki Dongi selyemruháját viseli. Szo Jonggi rájön, hogy mi történt, de nem mondja el senkinek… |                                      |                      |                   |
| 5 | „Baljós előjelek”                    | 2010. április 5.     | 2011. március 4.  |
| A zenészek az éves zenevizsgára készülnek, amelyen Szukdzsong király is részt vesz. Egyik este Dongi egy királyi hangszeren játszik, amit nem volna szabad, de a király véletlenül meghallja, és felkelti az érdeklődését. Hvang Dzsuksik emiatt elküldi a hangszerkészítő műhelybe. Eközben a magas rangú emberek harcolnak egymás ellen. Dzsáng Okdzsong udvarhölgyet a király vissza szeretné hozatni az udvarba, de az anyakirályné ezt nem engedi. A baljós jeleket is ráfogják, a Nyugati Frakció miniszterével egyetemben. Dongi még mindig keresi a kulcsdísz tulajdonosát, s ez alatt új nyomot talál. A zenészek koncertje a születésnapi ünnepélyen érthetetlen hangzavar miatt megszakad, a királynő sorsa által. A Királyi Zeneakadémiát a király felelősségre vonja… |                                      |                      |                   |
| 6 | „A bizonyíték”                       | 2010. április 6.     | 2011. március 7.  |
| Dongit elrabolják, és amikor észhez tér, a kőharagkészítő holttestére talál a kalyibában. El tud szökni és a csendőrségre siet, hogy elmondja, ismét megöltek valakit. De amikorra odaérnek, már hűlt helye a királyi harangkészítőnek. A király megbízza a csendőrséget és a törvényszéket, hogy derítsék ki, mi is történt, és ki az, aki gyilkolja az embereket. Ez az ember lett volna a bizonyíték, de nem tudják hol van. Az uralkodó keresteti Dongit, de nem találják, ezért saját maga jár a dolgok után. Dongi visszamegy a kalyibába, ahol találkozik az álruhás királlyal, aki bírónak adja ki magát… |                                      |                      |                   |
| 7 | „A jutalom”                          | 2010. április 12.    | 2011. március 8.  |
| Dongi találkozása sikeres volt a királlyal, ezért a király bizonyítani tudja, hogy a hangzavarnak van tudományos oka, és a csendőrség elindíthatja a nyomozást, ezért Dongi jutalomban részesül. A dolgok nem mennek egyszerűen, mert Dzsáng úrnő közbeavatkozik, hogy nem úgy vannak a dolgok, ahogy azt hiszik. A Zeneakadémia új vezetőjével problémája lesz Donginak, és büntetés vár rá… |                                      |                      |                   |
| 8 | „A próbatétel”                       | 2010. április 13.    | 2011. március 10. |
| Dongi látni szeretné Dzsáng úrnő ékszerét, hogy ő e az az udvarhölgy, akivel találkozott hat évvel korábban. Szemtelenségért nem kap büntetést, megkedveli Dzsáng úrnő, és megbízza egy feladattal. A király ennek nyomásásra leállíttatja a nyomozást, így a csendőrfőnök egy Dongi nevű lány után nyomoz, akivel hat évvel azelőtt találkozott. Kim Hván és tanítványai a városba érkeznek. Csá Csonszuval a múltra gondolnak, és nem is gondolnák, hogy akit annyira szeretnek, ott van a városban. O Hodzsáng, a Zeneakadémia új jegyzője meg akarja szerezni magának Dongit… |                                      |                      |                   |
| 9 | „A vizsgálat”                        | 2010. április 19.    | 2011. március 11. |
| Dongi – Jun úrnő, Dzsáng anyja megbízásából – orvosságot vitt a királyi palotába, amire rájönnek, és elrendelik kihallgatását. A király irányításával az orvos kideríti, hogy a királyné gyógyfőzetébe mi került, az esete nagyon súlyos. Csonszu már biztos abban, hogy Dongi a fővárosban van. Az anyakirálynő Dzsáng úrnő ellen cselt eszel ki, ezalatt az Udvari Számvevőszék lép közbe. Donginak már a király sem tud segítséget nyújtani… |                                      |                      |                   |
| 10 | „A vád”                              | 2010. április 20.    | 2011. március 14. |
| Dzsáng úrnő maga megy el az Udvari Számvevőszékhez, majd feladja magát, ezzel segít Donginak. Barátai megkönnyebbülnek hogy kiszabadult, de Dongi ettől nem érzi magát jól, mert Dzsáng úrnőt elfogták. Mivel a gyógyfűcsempészés miatt már felségárulásról beszélnek, Dongi cselekedni kezd, hogy bebizonyítsa, hogy az úrnő ártatlan. Han kamarás ezt titokban akarja tartani a király előtt. Ezalatt Csonszu egy lépéssel előbb jár, hogy Dongit megtalálja… |                                      |                      |                   |
| 11 | „Az álmok valóra válnak”             | 2010. április 26.    | 2011. március 16. |
| Dongi bajba kerül, de Szukdzsong király megmenti, aki ismét álruhát öltött. Közben arról kezdenek beszélni, hogy Dongi bizonyítékokat talált, miszerint Dzsáng úrnő ártatlan. A Számvevőszék is vizsgálódik, de későn. Dongi bizonyítékai által minden rendben lesz. Dzsáng úrnő magához hívatta testvérét, hogy esküjüket beteljesítsék, Dongot pedig beajánlja az Udvari Számvevőszékbe… |                                      |                      |                   |
| 12 | „Udvari intrikák egy végzés körül”   | 2010. április 27.    | 2011. március 17. |
| Dongi az Udvari Számvevőszék udvarhölgye lesz, és ez újabb bonyodalmakat szül. A Zeneakadémián barátai ennek örülnek, de új helyén senki nem kedveli, így a főudvarhölgy és az oktató udvarhölgy kigondolja, hogyan távolítsák el a pozíciójából. Tervükhöz magas rangú emberek befolyására is szükségük van, hogy Dzsáng úrnő kellemetlen helyzetbe kerüljön. Dzsáng Hidzse a csendőrségre kerül, és a csendőrfőnököt nézi ki társának. Otepungot nézi ki magának, a Déli Frakció egyik emberére, hogy előnyökre tegyen szert… |                                      |                      |                   |
| 13 | „A vizsga”                           | 2010. május 3.       | 2011. március 18. |
| A Számvevőszék udvarhölgyei vizsga előtt állnak. A vizsga anyaga az előző évben tanultak, de Dongi ezt még nem ismeri, így megbukik. A háttérben a főudvarhölgy áll. Donginak és barátainak sikerül érvényteleníttetnie a vizsgát, így újra próbát tehet. Segítséget kap, így remekel a vizsgán… |                                      |                      |                   |
| 14 | „A titkos nyomozás”                  | 2010. május 4.       | 2011. március 21. |
| Jongdál átkutatja Csonszu szobáját, aki kérdőre vonja ezért. Ezalatt rendbe jönnek a dolgok a palotában, Dongi és Csonszu pedig újra találkozik. Dzsáng Hidzse, aki benne van a csempészetben, megvesztegeti a Déli Frakciót, hogy leállíttatja Jongdál ügyének vizsgálatát, ha nem folytathatja üzleteléseit. A nyomozással foglalkozó udvarhölgyek lelepleződnek, és ez következményekkel jár. Dongi visszamegy a palotába, mert talált valamit, ezalatt pedig találkozik Szukdzsong királlyal, aki így lelepleződik… |                                      |                      |                   |
| 15 | „A dilemma”                          | 2010. május 10.      | 2011. március 22. |
| Dongi bizonyítékot talál Jongdál ellen. A csendőrség is tovább kutat ez ügyben, ezért Dzsáng Hidzse segítségét kéri. Dongi és barátai meglepődnek, hogy Szukdzsong nem is bíró, hanem maga a király. Haláleset történik, s emiatt Dongi bajba kerül, valamint konfliktus fenyegeti hazájukat. Szukdzsong király döntés előtt áll… |                                      |                      |                   |
| 16 | „A leleplezés”                       | 2010. május 11.      | 2011. március 23. |
| Dongi haladékot kér, hogy bebizonyítsa ártatlanságát, és hogy Kim Jongdál egy bajkeverő. Szukdzsong király meg akarja védeni, ezért akár Kínával is konfliktust vállalna. A miniszterek próbálják meggyőzni a királyt, hogy döntését ne hamarkodja el. Dzsáng úrnő úgy gondolja, hogy a király többet érez Dongi iránt. Ezalatt Hváng Dzsusik megkéri Csonszut, hogy vigyen át a határon egy embert. Az út alatt Csonszu megtud valamit, ami árthat Hvángnak… |                                      |                      |                   |
| 17 | „A kinevezés”                        | 2010. május 17.      | 2011. március 24. |
| Szukdzsong királyi ágyassá teszi Okdzsong udvarhölgyet, aki egy fiúval ajándékozza meg. Az anyakirályné meg akarja akadályozni, hogy trónörökös legyen a kisfiú. Okdzsong bátyja, hogy megvédje őket, mérget ad a királynénak. Szukdzsong király elmegy Dongihoz, és egyre közelebb kerülnek egymáshoz… |                                      |                      |                   |
| 18 | „Ki volt a tettes?”                  | 2010. május 18.      | 2011. március 25. |
| Nyomoznak az anyakirálynéval kapcsolatos merénylet ügyében. Dongi szerint Dzsáng úrnőhöz, a királyi ágyashoz és testvéréhez vezetnek a nyomok. Dzsáng úrnő félre akarja vezetni a lányt, de ő nem hisz neki. Inhjon királynő is gyanúba keveredik a kihallgatások során. A király egyre többet van Dongival… |                                      |                      |                   |
| 19 | „A nyomozás folytatódik”             | 2010. május 24.      | 2011. március 28. |
| Bonyolulttá válik az ügy a királyné és az udvari orvos körül. Hamis csekk kerül elő. Szukdzsong király nem bízik sem feleségében, sem Dzsáng úrnőben. Csak Dongiban bízik, akinek kitárja szívét, ettől megkönnyebbül. Dzsáng úrnő ezt meglátja, és elfogja a féltékenység… |                                      |                      |                   |
| 20 | „A trónfosztás”                      | 2010. május 25.      | 2011. március 29. |
| A hamis csekk ügyében tovább nyomoznak. Dzsáng Hidzse emberei elfogják a tisztviselőt és kihallgatják. A tisztviselő meghal, de Dongi azt mondja, hogy életben van. Dongi beszél Dzsáng úrnővel, hogy a nyomozást be tudja fejezni, ezzel bebizonyítsa a királynő ártatlanságát. Az anyakirálynő meghal, így megkezdődhet a trónfosztás. Ennek legjobban Dzsáng úrnő és udvarhölgyei örülnek. Dongi nem adja fel… |                                      |                      |                   |
| 21 | „A kincstár”                         | 2010. május 31.      | 2011. március 30. |
| A hamis bizonyítékok miatt Inhjonnak távoznia kell, de előtte megkéri Dongit, hogy vigyázzon Szukdzsong királyra. Sokan úgy vélik, most magasabb pozíciókba kerülhetnek. Az udvarhölgyek az udvar hivatalaihoz kerülnek, Dongi a kincstárba. Az eunuchok már régóta a palotában vannak, és ellenükre van, hogy egy udvarhölgy vizsgálja a számlakönyveket. Dongi nem hagyja magát, és fontos bizonyítékra bukkan, ami az anyakirályné halálának körülményeit más oldalról láttatja. Ez Dzsáng úrnőnek nem kedvez… |                                      |                      |                   |
| 22 | „Hátsó szándék”                      | 2010. június 1.      | 2011. március 31. |
| Vita alakul ki az udvari számvevőszék és a kincstár között Dongi nyomozása miatt. Ezt megtudja Szukdzsong király, és döntést hoz. Ezalatt Dzsáng úrnő megkoronázására készülnek. Dzsáng úrnő lehetőséget teremt Dzsáng Hidzsének, hogy eltüntesse a bizonyítékokat – Dongival egyetemben. Sokan elkísérik, akik a palotában maradnak azok ellenségeik lecsapására készülnek… |                                      |                      |                   |
| 23 | „Küzdelem az életért”                | 2010. június 7.      | 2011. április 1.  |
| Dongi megszerezte a bizonyítékokat, de elmenekül a palotából, mert meg akarják ölni. Sikerül elmenekülnie, bár súlyosan megsebesül. A jobboldali csendőrség elfogja azokat az udvarhölgyeket, akik Dongival együtt nyomoztak, mert szerintük Dongi gyújtotta fel a levéltárat. Szo Jonggi ellen is nyomozás indul, Dzsáng úrnő pedig elintézi, hogy a Rendészeti Hivataltól el kelljen mennie. Jonggi nem hagyja magát, ezért megkeresi Dongit, hogy megmutassa neki a bizonyítékot, az iratot a Déli Frakció ellen. Dzsáng úrnőt hivatalosan is királynévá koronázzák, így a Déli Frakció győzelme teljes… |                                      |                      |                   |
| 24 | „Újra veszélyben”                    | 2010. június 8.      | 2011. április 4.  |
| Az újdonsült királynének rémálmai vannak, a lelepleződéstől fél. Hogy megvédje pozícióját, el kell érnie, hogy fia minél előbb trónörökös legyen. A városban terjed egy könyv, amelyben kedvezőtlen színben tüntetik fel a királynét, ezért intézkedik, hogy gyűjtsék be. A király titokban Szo csendőrfelügyelővel keresteti Dongit. Dongi életét egy üidzsui kereskedő, a Bjon kereskedőház tulajdonosa mentette meg, aki megkedveli az értelmes lányt, és hogy magánál tarthassa, nem küldi el a Csonszunak írt leveleit. Dongi ezt megtudja, és ezért meg akar szökni… |                                      |                      |                   |
| 25 | „Az árulás”                          | 2010. június 14.     | 2011. április 5.  |
| Miközben Dongi meg akar szökni a Bjon kereskedőházból, meglátja a településre érkező Dzsáng Hidzsét, akinek a személye fenyegető rá nézve. Dongi az Üidzsuba száműzött Sim Untek segítségével ki akarja deríteni, hogy miért érkezett oda Hidzse, aki Szolhi bordélyházába szervez titkos találkozót, hogy átadja a kínaiaknak a határvédelmi naplót. Dongiék kockáztatják életüket, ráadásul így Dzsáng Hidzse megtudhatja, hogy Dongi életben van… |                                      |                      |                   |
| 26 | „Szabadítók”                         | 2010. június 15.     | 2011. április 6.  |
| Hidzse rátalál Üidzsuban Dongira, majd kínzásnak veteti alá, hogy megtudja, hol van Sim Untek, mert ő is ismeri tervét. Sim Untek kicseréli a határvédelmi naplót egy hamisítványra. Dongi végül szabadlábra kerül, de a keresésére induló Csonszu és Szo Jongki útközben elakadnak. A királyné és O Teszuk miniszter új tervet eszel ki a trónfosztott Inhjon ellen… |                                      |                      |                   |
| 27 | „Ármány és szerelem”                 | 2010. június 21.     | 2011. április 7.  |
| Dongi fiúnak öltözve bejut a palotába, és alig várja, hogy találkozzon a királlyal, de ez fordítva is így van. Dzsáng királyné egy szertartás alatt elájul, mindenki mérgezésre gondol, de van aki úgy véli, hogy öngyilkossági kísérlet történt, amivel gyanúba akarják keverni Inhjont. Dongi cselédlány lesz az udvarban. A király éppen sétál, amikor Dongi szóváltásba kerül a kapuőrrel, de nem sikerül találkoznia a királlyal… |                                      |                      |                   |
| 28 | „Egymásra találás”                   | 2010. június 22.     | 2011. április 8.  |
| A mérgezett királyné állapota javul, és az önmérgezést terveik szolgálatába állítják. Hidzse emberei megtámadják Inhjon kunyhóját. A király újra meghallja véletlenül azt a dallamot, amit Dongi játszik az apjától örökölt hangszeren. Dongi és a király egymásra talál… |                                      |                      |                   |
| 29 | „Szorul a hurok”                     | 2010. június 28.     | 2011. április 11. |
| Dongit a király saját titkos rezidenciáján bújtatja el a bérgyilkosok elől. Az újdonsült királyné elleni bizonyítékot átadja Szukdzsong királynak, de erről más nem tud. Dongi holléte kiderül, és meg akarják ölni, hogy ne álljon az útjukba. A király csapdát állít, bár lehet, hogy ez nem segít Dongin… |                                      |                      |                   |
| 30 | „Élet-halál harc”                    | 2010. június 29.     | 2011. április 12. |
| A királyi rezidencián Dongi kezdi visszanyerni erejét. Tartózkodási helyét titokban kell tartani, hogy leleplezhessék Dzsángékat. Hidzsét letartóztatják, a többieket vallatásra viszik. Dzsáng királynő és a Déli Frakció el akarja tüntetni Dongit, valamint a hiteltelenné tenni a bizonyítékot. A Dongi elleni merénylet nem sikerül. A frakció azt kéri Szukdzsong királytól, hogy adják ki nekik és a Büntető Törvényszéknek Dongit. A király át is adja, de meglepetés vár rájuk… |                                      |                      |                   |
| 31 | „A nagy választás”                   | 2010. július 5.      | 2011. április 13. |
| Dongit az uralkodó királyi kegyben részesíti, ami komoly rangot és külön lakosztályt jelent, annak ellenére, hogy a Déli Frakció ezt ellenzi. A király bizalmasai tanácsára Dongi közelébe kerül, de Dongi fél, hogy kiderül, ki az apja. Szukdzsong király két gyűrűt is ad neki ajándékba, de Dongi elfut. A király utánamegy, és egy hegyi sziklánál találja meg a síró lányt… |                                      |                      |                   |
| 32 | „A járvány”                          | 2010. július 6.      | 2011. április 14. |
| A király félénken közeledik Dongihoz. Elered az eső, és egy kunyhóban találnak menedéket, ahol kettesben maradnak… Dongi megkapja végleges lakosztályát, ám ezután nem sokkal járvány tör ki a palotában. Félnek, hogy a koronaherceg beteg lesz. A királyné nyomására rögtön Dongit gyanúsítják, hogy ő fertőz. A Büntető Törvényszék vizsgálatot indít ellene, és letartóztatják a szolgálóit is. Dongi elmegy Dzsáng királynéhoz, hogy elmondja, nem ő fertőz, erre a királyné porig alázza… |                                      |                      |                   |
| 33 | „Nyomozás a járvány után”            | 2010. július 12.     | 2011. április 15. |
| Dongi megígéri Dzsáng királynénak, hogy három napon belül kideríti, mi okozza a járványt. Vizsgálódásai közben azonban zsákutcába kerül. Ha kiderül mi okozza, az csak a véletlen műve, de nem biztos, hogy időben, hogy ezzel megkegyelmezzen a királyné, és hogy ne tegyék ki kínzásnak. Közben kínai követség közeledik a fővároshoz, állítólag a koronaherceg elismerését hozzák… |                                      |                      |                   |
| 34 | „A kínai követség”                   | 2010. július 13.     | 2011. április 18. |
| Megérkezik a kínai követség, hogy elhozza a hírt: a kínai császár elismeri a koronaherceget. A király elismerését fejezi ki ezért Hidzsének, a Déli Frakció tagjai szilárd hatalmi pozíciókba kerülnek. Semmilyen eszköztől sem riadnak vissza, hogy minél többet megtudjanak Dongiről, ezért a lány félve őrzött titka veszélybe kerül. |                                      |                      |                   |
| 35 | „Lelepleződések”                     | 2010. július 19.     | 2011. április 19. |
| Szó Jonggi testőrparancsnok rájön, hogy Dongi Csve Hjovon lánya. A kínai küldöttség vezetője közli az elképedt Hidzsével, hogy a határvédelmi napló hamis, és haladéktalanul meg akarják kapni az eredetit. A Déli Frakció tagjai lázasan keresik az eltűnt határvédelmi naplót. Okdzsong királyné végső kétségbeesésében fogadást rendez, amelyre mindenkit meghív a palotába azzal a hátsó szándékkal, hogy ez idő alatt átkutathatják a házakat… |                                      |                      |                   |
| 36 | „A napló”                            | 2010. július 20.     | 2011. április 20. |
| Okdzsong a kínaiaknak tartott ünnepség alatt átkutattatja Dongi és barátai házát, hogy megtalálja a határvédelmi naplót, amivel elismertethetik fiát trónörökösnek. A királyné megtiltja, hogy bárki otthagyja az ünnepséget, így Dongi sem tehet semmit, pedig nála vannak a keresett kötetek. Az Udvari Számvevőszék udvarhölgye, Ünküm megtalálja a határvédelmi naplót… |                                      |                      |                   |
| 37 | „Vívódások”                          | 2010. július 26.     | 2011. április 21. |
| Dongi egy kémiai módszerrel bebizonyítja, hogy a Inhjon királyné ártatlan. Dzsáng királyné már nem tehet semmit. Még fiát is feláldozná, hogy hatalmát megtartsa. Bátyját és a többieket letartóztatják, Okdzsongot még a Déli Frakció is magára hagyja. A királynét trónfosztják… |                                      |                      |                   |
| 38 | „A megvalósult álom”                 | 2010. július 27.     | 2011. április 22. |
| Dzsáng királynét megfosztották hatalmától, de mivel fia a koronaherceg, így királyi ágyasi posztjára helyezik vissza. Az úrnőt megrázzák a történtek. Végrehajtják az ítéleteket, Dzsáng Hidzsét száműzik, O Tepungot és fiát is. Dongiék boldogok, Inhjon királyné visszakerülhet a trónra. Inhjon hálás Donginak, mivel bebizonyította ártatlanságát. Boldog mindenki, a király kinevezi Dongit királyi ágyasának… |                                      |                      |                   |
| 39 | „Egy új kezdet”                      | 2010. augusztus 2.   | 2011. április 26. |
| Dongi ettől fogva Szukvon úrnő. A Déli Frakció bűnössége kiderült, ám egy kis idő múltán újra tervet eszelnek ki. Újrakezdődnek a gyilkosságok, és kiderül a régi titok… |                                      |                      |                   |
| 40 | „A Penge Szövetség nyomában”         | 2010. augusztus 3.   | 2011. április 27. |
| Inhjon engedélyezi Donginak, hogy egészségügy okokra hivatkozva elmenjen a palotából egy időre. Dongi terve az, hogy ezalatt Sim Untek segítségével fog nyomozásba. Álruhában visszamennek a fővárosba, hogy kiderítsék a régen látott kézjelek jelentését. A gyilkosságok folytatódnak, és Csonszu, ismereteit felhasználva nyomozni kezd. A Déli Frakció újraéledezik… |                                      |                      |                   |
| 41 | „A Hat Tan Könyve”                   | 2010. augusztus 9.   | 2011. április 28. |
| Újjáéled a Penge Szövetség, hogy bosszút álljanak. Dongi ellen is támadást hajtanak végre, de kiderül számukra, hogy ő valójában az egykori vezér lánya, az új vezér Gedóra, Dongi gyermekkori barátja. A gyilkosságok megakadályozása érdekében Dongi, Sim Untek és Szo Jonggi megpróbálja kideríteni, kik a gyilkosok. Ezért Dongi a Hat Tan Könyvét hívja segítségül, hogy megfejtsék a kézjeleket, amivel anno az egykori főfelügyelő próbált üzenni… |                                      |                      |                   |
| 42 | „Hátbatámadás”                       | 2010. augusztus 10.  | 2011. április 29. |
| Dongiék rájönnek, hogy Ó Teszuk és Dzsáng királyné áll a merényletek mögött, és további bizonyítékot próbálnak találni, hogy leleplezzék a bűnösöket. Szukdzsong király visszaengedi a száműzött tisztviselőket. Dongi már mindent tud, erre a királyné is rájön, és a gyilkosság is megfordul a fejében, csakhogy Dongi ne találjon bizonyítékot. Gedóra ellen hajtóvadászat indul, és egy akció során súlyosam meg is sebesítik, de még el tud menekülni… |                                      |                      |                   |
| 43 | „Törvényesség vagy szerelem”         | 2010. augusztus 16.  | 2011. május 2.    |
| Az új Penge Szövetség vezérét, Gedórát Dongi meg akarja szöktetni, de a király meglátja. Dongit hazaárulással vádolják, és halálbüntetés vár rá. A király nem akarja ezt, ezért megkéri, hogy hazudjon. Dzsáng úrnő és Hídzse boldog, hogy végre eltűnik az életükből Dongi, ezért új terveket szőnek. Letartoztatják Dongi udvarhölgyeit, ezzel bűntudatot keltve benne. Dongi elmegy a minisztériumba, annak ellenére, hogy Szukdzsong megtiltotta neki… |                                      |                      |                   |
| 44 | „Az ítélet”                          | 2010. augusztus 17.  | 2011. május 3.    |
| Dongi vallomást tesz a minisztériumban. Szukdzsong király már későn ér oda, és nem tudja megakadályozni, hogy ítéletet hozzanak Dongi ellen. Gedórát halálra ítélik, Csonszut száműzik. Donginak el kell hagynia a palotát, ráadásul meghal a fia kanyaróban. Dongit megkeresi a király, miután újra terhes lesz, és ismét fia születik… |                                      |                      |                   |
| 45 | „A tehetséges Joning herceg”         | 2010. augusztus 23.  | 2011. május 4.    |
| Dongi fia, Joning herceg élénk, eszes kisfiú. Egyszer, miután elcsavargott, Dongi megbünteti. A fiút érdekli apja, és tervet eszel ki, hogy tudna az édesanyjával visszaköltözni. Az iskolában nem alakulnak jól dolgai. Dzsáng úrnő megpróbálja eltitkolni, hogy a koronaherceg nem egészséges. A Joning herceg általi dolgok találkozásokhoz vezetnek… |                                      |                      |                   |
| 46 | „Gün napja”                          | 2010. augusztus 24.  | 2011. május 5.    |
| Joning herceg nem megy iskolába, és az álruhás királlyal tölti el a napját, miközben nem is tudja, hogy az apja az. Dongi felfedezi fia tehetségét, ezért mindent megtesz, hogy a legjobb tanárt kapja, és megvédje a frakciótól. A király a fiával való találkozás után döntést hoz. Inhjon királyné bizonyos akar lenni a koronahercegről. Az események elkerülhetetlen végkifejletek felé haladnak… |                                      |                      |                   |
| 47 | „Ki lesz a koronaherceg?”            | 2010. augusztus 30.  | 2011. május 6.    |
| Joning herceg a palotába költözik, és megismerkedik apjával. Meglepődik, hogy ki is az valójában. Mivel iskoláskorú, a Királyi Akadémián kell tanulnia. Okos, de Dongi megkéri, hogy ne mutassa meg tudását. Egy darabig be is tartja ezt, de a király előtt büszkeségből megmutatja, hogy okosabb a többieknél. Szukdzsong büszke rá, Dzsáng úrnő bosszút forral. A fia, a koronaherceg nemzőképtelen, nem lehet utódja, és ha ez kiderül, akkor nem lehet király. Inhjon királyné szívbetegsége romlik, de addig nem szeretne meghalni, míg a trónörököst ki nem választják… |                                      |                      |                   |
| 48 | „A beteg királyné utolsó nagy tette” | 2010. augusztus 31.  | 2011. május 9.    |
| Joning herceg, tehetségének köszönhetően, csak olyan oktatásban részesülhet, amit csak koronaherceg kaphat. Dzsáng úrnő és a Déli Frakció azonban ellenzi ezt, mert féltik a koronaherceget. A király büszke fiára, nem változtat a döntésen, mivel hat évig nem tett semmit gyermekéért. Kim Guszonhoz megy, aki tanítani fogja Joning herceget. A királyné egyre betegebb, de megpróbálja elintézni, hogy Joning herceg legyen a trónörökös. Donginak elmondja, és fel kell fedni a koronaherceg nemzőképtelenségét. A herceg nem is tudja, hogy mi a baja. A két fiú összebarátkozik… |                                      |                      |                   |
| 49 | „Boszorkányság”                      | 2010. szeptember 6.  | 2011. május 10.   |
| A királyné lehetőséget ad Dzsáng úrnőnek, hogy ő maga mondja el, hogy fiának nem lehet gyereke. A látogatás után megbetegedik. Dzsáng Hídzse egy sámántól kér segítséget. A királynőn kívül csak a dajka tudja, mi a baja a koronahercegnek. A királyné egy rejtekhelyen őrzi, ezt csak egy udvarhölgy ismeri még a királynőn kívül. Hídzse emberei megtudják, hol a dajka, mivel kiszedik az udvarhölgyből, de megelőzik őket. A királynénak már csak órái vannak hátra… |                                      |                      |                   |
| 50 | „Az utolsó esély”                    | 2010. szeptember 7.  | 2011. május 11.   |
| Inhjon királyné meghal, és a király még gyászolni sem tud, mivel a miniszterek nyaggatják, hogy nevezze meg az utódját. A király nem tudja eldönteni, ki legyen az új királyné. A koronaherceg sokat van Joning herceggel, kialakul a testvéri viszony, de Dzsáng úrnőnek ez nem tetszik, mert szerinte Dongi befolyásolja Joning herceget. Dongi megtudja, hogy kik bérelték fel a sámánt, aki Inhjon királyné halálát okozta. Ha ezt megtudja Szukdzsong, akkor ő lesz a királynő, és Dzsáng úrnő végleg lemondhat mindenről… |                                      |                      |                   |
| 51 | „A trónörökös könyve”                | 2010. szeptember 13. | 2011. május 12.   |
| Dongi ajánlatot tesz Dzsáng úrnőnek a hercegek miatt, de ezt ő visszautasítja, mert ő akar lenni a királynő, és hogy fia legyen majd egyszer az új király, annak ellenére, hogy eltitkolja fia betegségét. Joning herceget vádolják azzal, hogy ő lopta el a könyveket, amelyeket a király taníttatására használnak, mert ő akar trónörökös lenni. Jun megvédi testvérét. Titkos kirándulásra indulnak, de ez nem úgy sikerült, ahogy szerették volna, ezért Joning herceget veszik elő… |                                      |                      |                   |
| 52 | „Csellengők”                         | 2010. szeptember 14. | 2011. május 13.   |
| Joning eltűnik a palotából. Kint lopással vádolják, még a csendőrségre is bevitték, és kalandosan tér haza. A Déli Frakció lehetőséget lát arra, hogy Joning hercegtől megszabaduljanak. Megzsarolják a királyt, hogy száműzze a fiút. A koronaherceg nem akarja, hogy Joning elmenjen, s mivel nagyon szereti testvérét, bevallja apjának a betegségét… |                                      |                      |                   |
| 53 | „A tűzvész”                          | 2010. szeptember 20. | 2011. május 16.   |
| Elterjedt hír, miszerint Jun asszonyt, Dzsáng úrnő anyját letartóztatják, és hogy beteg a koronaherceg. A Fiatalok Frakciója és a Déli Frakció nem enged. A Déli Frakció és Dzsáng úrnő teljesen egyedül maradnak. Dzsáng úrnő és Hídzse azt a tervet szövi, hogy meggyilkolják Joning herceget… |                                      |                      |                   |
| 54 | „Nincs kegyelem”                     | 2010. szeptember 21. | 2011. május 17.   |
| Amikor Dzsáng úrnő bérgyilkosai bekerítik Joning herceget, Dongi megvédi fiát, de súlyosan megsebesül. Az életét sikerül megmenteni, a bűnösöket elfogják. Szukdzsong tehetetlen, mivel figyelembe kell venni a koronaherceg kérését, aki könyörög apjának, hogy kegyelmezzen meg anyjának. A király dönt… |                                      |                      |                   |
| 55 | „Gyász és nász”                      | 2010. szeptember 27. | 2011. május 18.   |
| Dzsáng úrnőt halálra ítélik. Az utolsó kívánsága az, hogy a király nézze végig kivégzését. Anyja halála Jun herceget megviseli, és testvérével is megromlik viszonya. Dongi azt szeretné, ha mind a két fiú koronaherceg lenne, ezért nem vállalja el a királynéi posztot. Új királyné kerül a palotába, Invon, egy nagyravágyó nő. Joning herceget meg akarja házasítani, hogy menjen el az udvarból… |                                      |                      |                   |
| 56 | „A kis herceg házassága”             | 2010. szeptember 28. | 2011. május 19.   |
| Invon királyné elrendeli, hogy Joning hercegnek meg kell nősülnie, hogy ennek következményében elhagyja a palotát, de ezt Dongi nem engedi. Az udvari Számvevőszék Dongi mellett áll. Egy titokzatos támadó Dzsáng Mujol városparancsnokra támad, de nem tudni miért. O Tepung és fia megtudja, hogy házasodni készül a herceg, az Udvari Zeneakadémia vezetőjét megkörnyékezik, hogy ezáltal beházasodhatnak, annak ellenére, hogy nincs is lány a családjukban… |                                      |                      |                   |
| 57 | „A király döntése”                   | 2010. október 4.     | 2011. május 20.   |
| Dongi elmondja a királynak, hogy azt szeretné, hogy mindkét fiú legyen majd egyszer király, megelőzve a rivalizálást, ezért Szukdzsong bezárkózik a lakosztályába, és senkit nem fogad ez idő alatt. Senki nem tudja, mit határoz a király. Dongi barátai attól félnek, hogy a király felségárulásnak minősíti a kijelentést, viszont a Fiatalok Frakciója ezt reméli. Közben Szukdzsong titkos parancsot küld, amiből kiderülhet valós szándéka… |                                      |                      |                   |
| 58 | „A nem várt fordulat”                | 2010. október 5.     | 2011. május 23.   |
| Dzsáng Mujol pozíciója megerősödik, amikor Invon királyné a trónra kerül, hadügyminiszter-helyettes lesz belőle. Kitalál egy tervet annak érdekében, hogy Dongit és fiát eltüntesse a palotából. Amíg Szukdzsong távol van, Mujol azt találja ki, hogy úgy intézi a dolgokat, mintha Dongi valamit tenni akarna a koronaherceg ellen. Így le tudja tartóztattatni Dongit. Ám nem úgy alakulnak a dolgok, ahogyan azt akarta. Mindez Donginak és barátainak köszönhető… |                                      |                      |                   |
| 59 | „Önfeláldozás”                       | 2010. október 11.    | 2011. május 24.   |
| Dzsáng Mujolt és bűntársait letartóztatják. A király úgy dönt, hogy lemond a trónról, hogy ne forduljon elő többé hasonló eset. Senki nincs rá hatással. Invon királyné úgy határoz, hogy Dongi fiát, Joning herceget örökbe fogadja, így bebiztosítva jövőjét. Dongi és a királyné jó barátok lesznek. Dongi elhagyja a palotát, hogy ne zavarja össze fiát… |                                      |                      |                   |
| 60 | „A történet vége”                    | 2010. október 12.    | 2011. május 25.   |
| Dongi elhagyja a palotát, és a szegényeken segít, ahogy azt apja és bátyja anno tette. Segítséget kér tőle egy kislány, mivel az apját gyilkossággal vádolják. Dongi csak titokban kaphat segítséget, mivel elhagyta a palotát. Nyomozása alatt olyan ügyre talál rá, ami a legfelsőbb körökig vezet. Szukdzsong bánatos, hogy Dongi elment a palotából, és a kis herceg úgy gondolja, anyja elhagyta. A királynak ki kell találnia, mivel hozhatná helyre a helyzetet, s ehhez egy olyan döntést kellene meghoznia, amely kihatna az egész országra. |                                      |                      |                   |